# Jennie Lee
Mary Jane Lee (4 de septiembre de 1848 - 5 de agosto de 1925) más conocida como Jennie Lee, fue una actriz estadounidense que trabajó en cine y teatro.

## Trayectoria
Lee nacida el 8 de marzo de 1848 en Sacramento (California), se convertiría en una de las figuras más influyentes del teatro estadounidense de finales del siglo XIX y principios del XX. Su notable carrera se extendió durante décadas y dejó una huella imborrable en las artes escénicas hasta su fallecimiento el 31 de diciembre de 1925 en la ciudad de Nueva York.
Lee apareció en 58 películas entre 1912 y 1924, trabajando principalmente en películas dirigidas por John Ford y D.W. Griffith. Comenzó su carrera en el teatro a los 9 años, donde apareció con actores como John Edward McCullough, Joseph Jefferson, Edwin Booth y Helena Modjeska. Ella y su esposo, el actor William Courtright, hicieron una aparición en Intolerancia (1916), dirigido por D.W. Griffith. Su papel más famoso fue su interpretación de la sirvienta Mammy en El nacimiento de una nación (1915), un papel que interpretó usando blackface. Otro papel famoso de Lee fue en A Child of the Paris Streets, donde interpreta a la señora Dufrane en la película producida por Lloyd Ingraham.
Además de su trabajo como artista, Jennie Lee fue una defensora de los derechos de los actores y actrices. En una época en la que las mujeres se enfrentaban a importantes desafíos en la industria, utilizó su plataforma para defender la igualdad de trato y oportunidades para las mujeres en las artes. Tras haber enfrentado sus propias dificultades, comprendió la importancia de crear un entorno de apoyo para las futuras generaciones de artistas.
A medida que la escena teatral evolucionó, Jennie adoptó nuevas formas de entretenimiento. Fue una de las primeras en adoptar el estilo vodevil, que combinaba diversos actos, incluyendo música, danza y comedia. Esta transición no solo demostró su adaptabilidad, sino que también reflejó los gustos cambiantes del público.

## Muerte
Tras una larga carrera, Lee falleció el 31 de diciembre de 1925 en Hollywood, California. Hoy en día, se la recuerda no solo por sus actuaciones, sino también por su papel como pionera que abrió el camino a las mujeres en las artes escénicas.

## Filmografía
- The Mothering Heart (Griffith, 1913, Cortometraje) - Cliente de Wash.[5]
- The Sorrowful Shore (Griffith, 1913, Cortometraje) - On Shore (Sin acreditar)
- Two Men of the Desert (Griffith, 1913, Cortometraje) - Señora india
- The Battle at Elderbush Gulch (Griffith, 1913, Cortometraje)
- Judith of Bethulia (Griffith, 1913) - Bethulian
- The Yaqui Cur (1913) como Mujer de ascendencia Yaqui
- Almost a Wild Man (1913) Como integrante de la audiencia
- Brute Force (Griffith, 1914, Cortometraje) - Mujer de cavernas
- The Birth of a Nation (Griffith, 1915) - Mammy
- The Slave Girl (Browning, 1915, Cortometraje).[5]
- Her Shattered Idol (1915) - Madre de Ben
- A Child of the Paris Streets (1916) - Madame Dufrane.[5]
- An Innocent Magdalene (Dwan, 1916) - Mammy
- Pillars of Society (1916) - Doctora (Sin acreditar)
- Intolerance (1916) - Mujer del Jenkins Employees Dance (Sin acreditar)
- The Little Liar (1916) - Guardiana de la pensión
- The Children Pay (Ingraham, 1916) - Susan - la institutriz de niñas
- Nina, the Flower Girl (Ingraham, 1917) - Abuela de Nina
- Stage Struck (Morrissey, 1917) - Mrs. Teedles
- A Woman's Awakening (1917) - Mammie
- Her Official Fathers (1917) - Tía Lydia.
- Souls Triumphant (O'Brien, 1917)
- Madame Bo-Peep (1917) - Ama de Llaves
- The Innocent Sinner (1917) - Madre Ellis
- The Clever Mrs. Carfax (1917) - Mrs. Mary Keyes
- Sandy (1918) - Tía Melvy
- Riders of Vengeance (Ford, 1919) - Madre de Harry.[5]
- Bill Henry (Storm, 1919) - Tía Martha Jenkins
- Rider of the Law (Ford, 1919) - Madre de Jim.[5]
- The Secret Gift (1920) - Tía Sophie
- The Big Punch (Ford, 1921) - Madre de Buck.[5]
- One Man in a Million (1921) - Mrs. Koppel
- North of Hudson Bay (Ford, 1923) - Madre Dane.[5]
- Young Ideas (1924) - Abuela
- Hearts of Oak (Ford, 1924) - Abuela Dunnivan